# Сосновка (Ялуторовський район)
Сосно́вка (рос. Сосновка) — присілок у складі Ялуторовського району Тюменської області, Росія.
Населення — 28 осіб (2010, 30 у 2002).
Національний склад станом на 2002 рік:
- росіяни — 90 %